# Beierolpium oceanicum
Beierolpium oceanicum är en spindeldjursart som först beskrevs av With 1907.  Beierolpium oceanicum ingår i släktet Beierolpium och familjen Olpiidae. Inga underarter finns listade.